# Dora Wilson
Dora Wilson (Newcastle, 1883 - Melbourne, 1946) est une artiste peintre et graveuse australienne d'origine britannique, surtout connue dans son pays d'adoption, l'Australie, pour ses eaux-fortes et ses scènes de rue.

## Biographie

### Jeunesse et formation
Dora Lynnell Wilson naît le 31 août 1883 à Newcastle upon Tyne, en Angleterre. Ses parents sont James Wilson, agent, et Annie Maria Green. La famille émigre à l'État de Victoria en Australie en 1884 ; Dora a un an.
Wilson fait ses études à la Somerset School et au Methodist Ladies' College de Melbourne. De 1901 à 1906, elle étudie à la National Gallery of Victoria Art School auprès de Lindsay Bernard Hall et Frederick McCubbin. Ses camarades de classe sont principalement des femmes : on compte parmi elles Jessie Traill, Norah Gurdon, Ruth Sutherland, Hilda Rix Nicholas,  Vida Lahey ou encore Ruth Hollick (en),. Elle prend également des leçons de John Mather.

### Carrière artistique
Wilson est surtout connue pour ses eaux-fortes, pastels et huiles de natures mortes et de nus. Son travail a été loué pour son « fort sens de la couleur », mais également critiqué pour avoir démontré la « beauté d'une boîte de chocolat ». Son travail a été inclus dans un certain nombre d'expositions notables, dont la Australian Exhibition of Women's Work (« Exposition australienne du travail des femmes ») à Melbourne, une exposition d'art australien de l'Académie royale d'art à Londres ou à la Société des artistes français à Paris. En 1923, son œuvre, Reve d'Or (en français), a été reproduite sur la couverture de Women's World.
Son studio de Collins Street West est le lieu de rencontre des anciens élèves de la Gallery School qui exposent en 1913-1914 sous le nom de The Twelve Melbourne Painters (« Les douze peintres de Melbourne »). Ce groupe est notamment composé de Jessie Traill, Janet Cumbrae-Stewart (en), Norah Gurdon, Penleigh Boyd (en) et Lindsay Bernard Hall.
À partir des années 1920, elle se concentre principalement sur les scènes de rue et, en 1923, Sir Baldwin Spencer lui commande une série de peintures de monuments européens, qui la fait voyager en Europe pendant plus de deux ans, accompagnée du photographe Pegg Clarke. En 1928, elles sont exposées à la Beaux Arts Gallery (en) de Londres et l'année suivante au haut-commissariat d'Australie à Londres. Au début des années 1930, elle devient membre de la Melbourne Society of Women Painters and Sculptors et se concentre sur des scènes historiques de l'histoire de Melbourne, avec une exposition intitulée Milestones of Melbourne (« Les bornes de Melbourne ») qui se tient à la Fine Art Society en mars 1935.

### Mort
Dora Wilson meurt le 21 novembre 1946 et est incinérée au Springvale Cemetery de Melbourne.
Elle a fait un legs aux administrateurs de la National Gallery d'un montant de 1 100 ₤ dans le but d'aider les artistes australiens à voyager à l'étranger.

## Œuvres

Eaux-fortes de Dora Wilson à la State Library Victoria
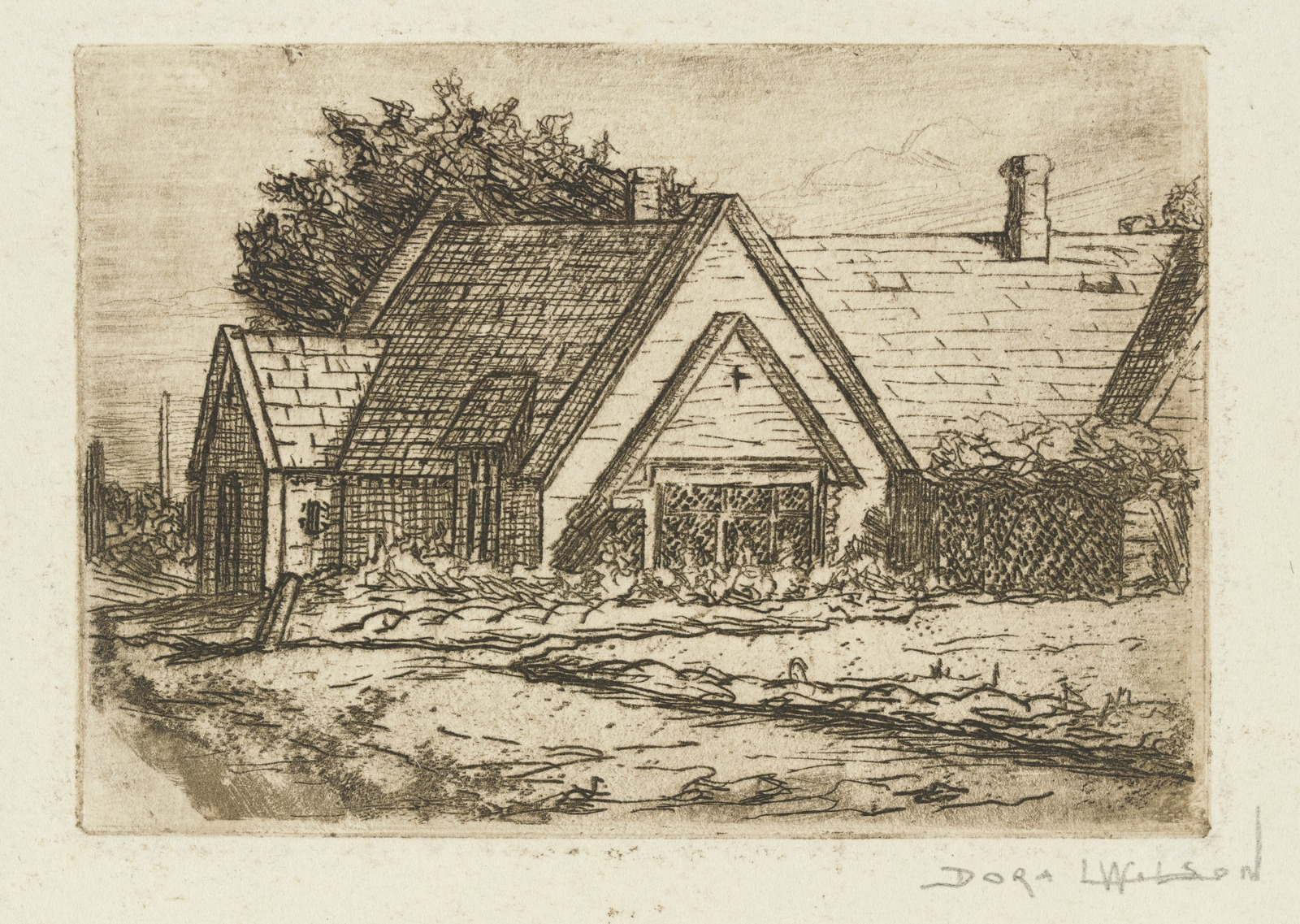
Exterior view of single story house with steep gabled roof (c. 1900-1910).
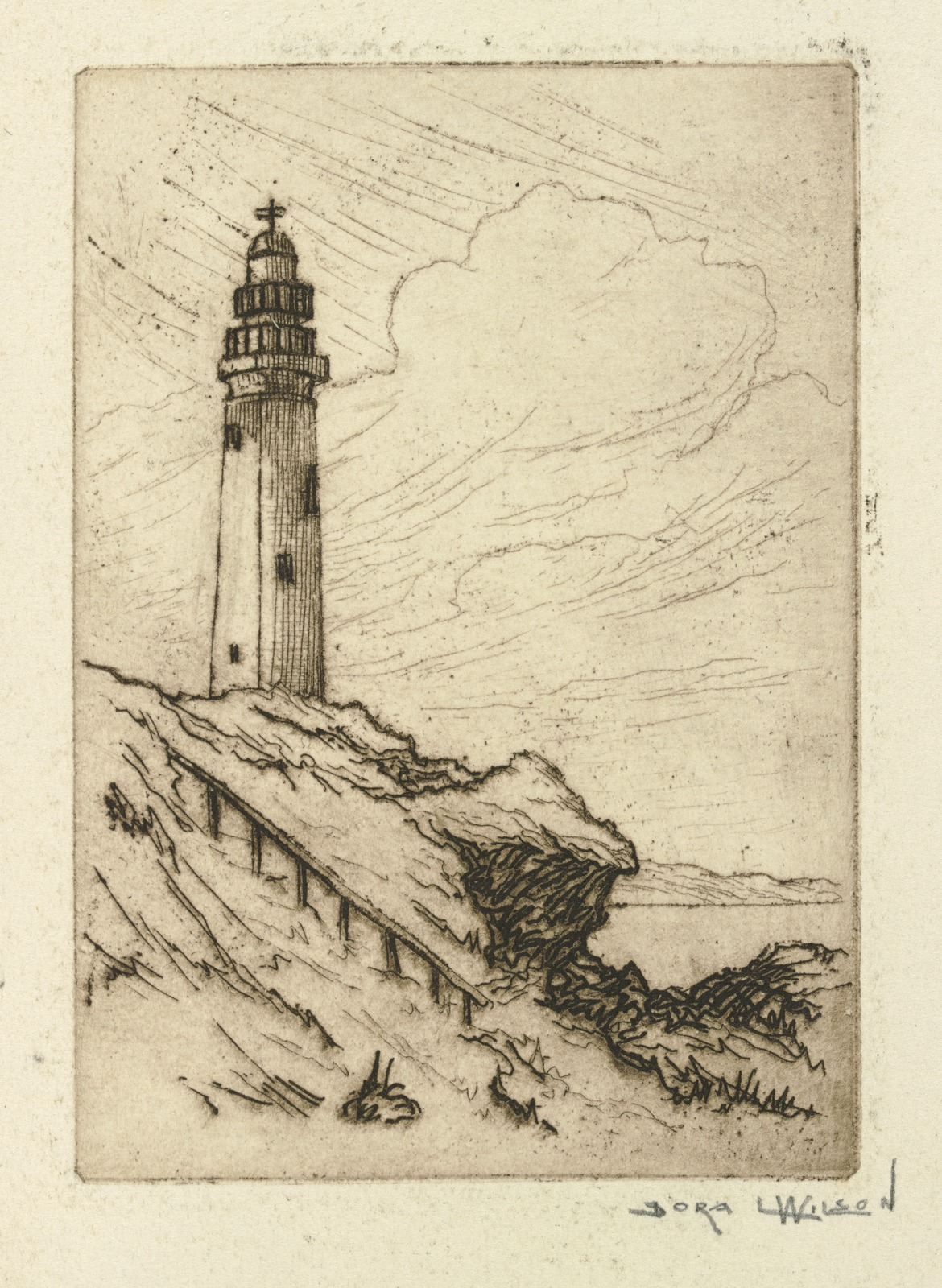
Unidentified light house on a cliff (c. 1900-1910).
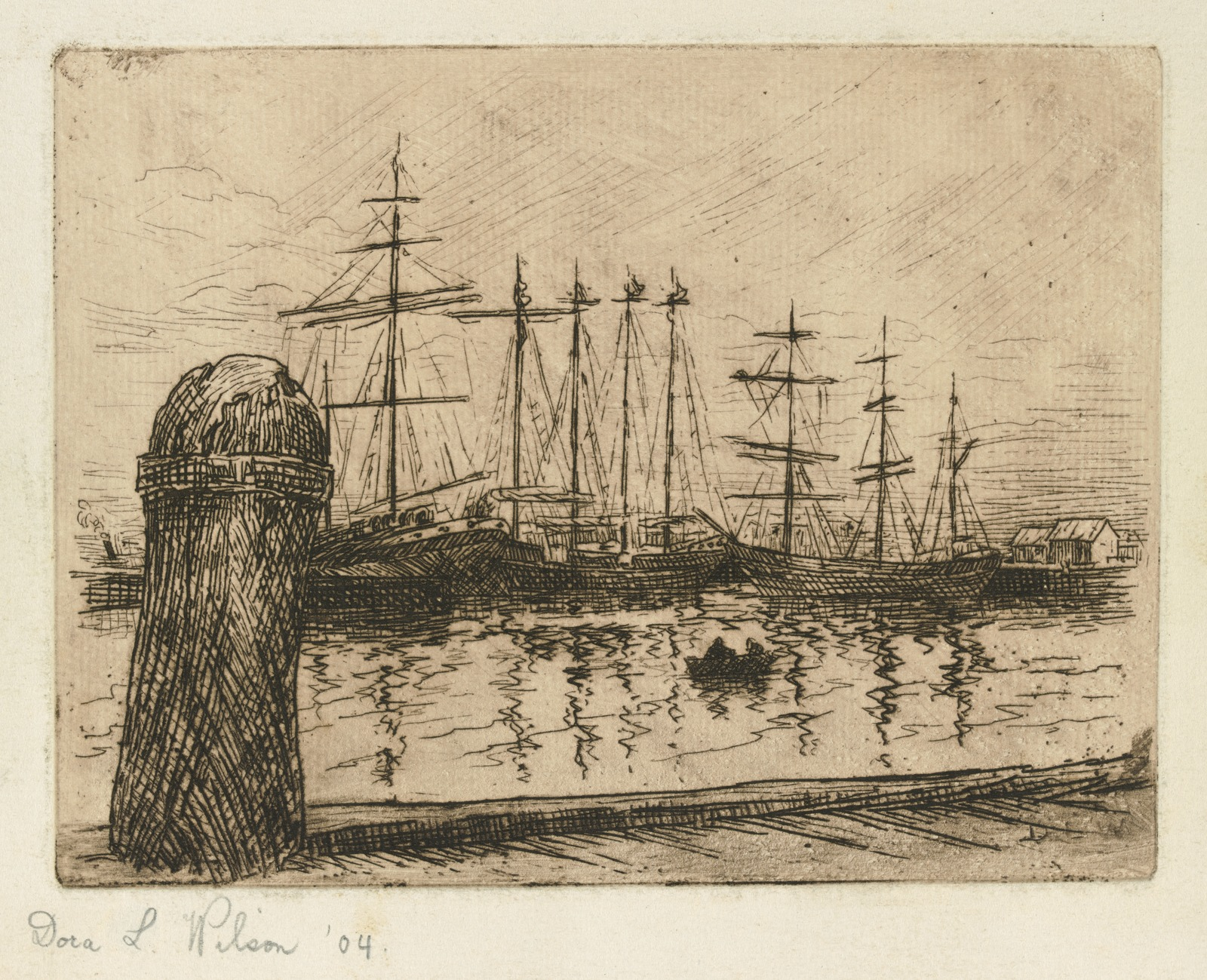
Ships at anchor (c. 1900-1910).